# Пелтонен, Урхо
Урхо Пелтонен (фин. Urho Peltonen; 15 января 1893 — 7 января 1951) — финский легкоатлет, призёр Олимпийских игр.
Урхо Пелтонен родился в 1893 году в Нурмесе (Великое княжество Финляндское). В 1912 году, на Олимпийских играх в Стокгольме, выступая за финскую команду завоевал бронзовую медаль в метании копья правой и левой руками (в зачёт шёл лучший результат).
После обретения Финляндией независимости Урхо Пелтонен в 1920 году принял участие в Олимпийских играх в Антверпене, где завоевал серебряную медаль в метании копья.